# ذياب شاهين
ذياب شاهين (ولد عام 1957)، شاعر وروائي  وناقد عراقي.

## نشأته وتعليمه
ولد شاهين عام 1957 في محافظة بابل في العراق. درس الهندسة الكهربائية في جامعة البصرة وتخرج منها بشهادة بكالوريوس، وحصل على شهادة ماجستير في الصحافة والإعلام من جامعة لاهاي العالمية للصحافة والإعلام.

## مسيرته الأدبية
عمل محررا في جريدة اللواء الأردنية ومراجعا أدبيا في أمانة عمان في العام 2000، وكذلك مراجعا أدبيا للنصوص الشعرية والروائية في وزارة الثقافة والشباب في دولة الإمارات العربية، ونشر الكثير من المقالات في الصحف والمجلات العراقية والعربية، كالقادسية والاتحاد والعرب اليوم والبيان والخليج والدستور والمشرق، وفي مجلات الموقف الثقافي وآفاق عربية والرافد وكذلك في المواقع الثقافية كموقع المثقف وأدب فن والنوروغيرها. شارك في المهرجان العربي الهندي في ابوظبي في العام 2009، وفي مهرجان المربد الثالث عشر في البصرة عام 2017 . إختارته وزارة الثقافة الإماراتية ليمثلها في مجال النقد في مهرجان أصيلة في المغرب في العام2010.

## مؤلفات
- أناشيد (ديوان شعر)، 2003، دار الكندي، إربد، الأردن
- التلقي والنص الشعري، (نقد)، 2003، دار الكندي، إربد، الأردن
- العروض العربي في ضوء الرمز والنظام (بحث)، 2003، دار الكندي، إربد، الأردن
- البيت المتداعي (ديوان شعر)، 2004، دار الحضارة العربية، القاهرة، مصر
- دم القمر (ديوان شعر)، 2005، دار الخيّال، بيروت، لبنان
- هاجر (ديوان شعر)، 2009، دار فضاءات، عمان، الأردن
- كنت أنا إياه (ديوان شعر)، 2009، دار فضاءات، عمان، الأردن
- الشعر الإماراتي المعاصر، 2010، وزارة الثقافة والمجتمع المدني، الإمارات
- جماليات الشعر من القراءة إلى التأويل، 2011، دائرة الثقافة والإعلام، الشارقة، الإمارت
- كف تسبح في الماء (ديوان شعر)، 2013، دائرة الشؤون الثقافية، بغداد، العراق
- جنائن بابل (نصوص سردية)، 2013، المركز الثقافي للطباعة والنشر، بابل، العراق
- سيمياء الصورة في الصحافة الثقافية، 2013، دائرة الثقافة والاعلام، الشارقة، الإمارات
- حين تدق الساعة (ديوان نثر)، 2014، دار النسيم، القاهرة، مصر
- جامع العسل (ديوان نثر)، 2015، دار النسيم، القاهرة، مصر
- بستان أزرق (ديوان شعر)، 2015، المركز الثقافي للطباعة والنشر، بابل، العراق
- ديوان الشعر الإماراتي (نقد)، 2016، وزارة الثقافة والمجتمع المدني، الإمارات
- ضوء يغريه سناه (ديوان شعر)، 2016، المركز الثقافي للطباعة والنشر، بابل، العراق
- نارنج (ديوان نثر)، 2017، دار الأدهم، القاهرة، مصر
- الشجرة اللامعة (نقد)، 2018، دار النخبة، مصر
- كوليرا (ديوان شعر)، 2018، دار النخبة، مصر
- الزنابير- مجموعة قصصية – 2018- دار النخبة، مصر
- مخطوطات رقمية، نقد أدبي، (2020)، دار النخبة، مصر[3]
- الشيذمان، رواية، (2020)، دار النخبة[4]

## تكريم
- 2012: شهادة تقديرية من دائرة الثقافة والإعلام في الشارقة على كتابه «جماليات الشعر».
- 2014: شهادة تقديرية من دائرة الثقافة والإعلام في الشارقة على كتابه «سيمياء الصورة في الصحافة الثقافية الإماراتية».

## روابط خارجية
- مقالات ذياب شاهين على موقع الناقد العراقي

1. ↑  "ذياب شاهين". مكتبة نور. مؤرشف من الأصل في 2021-06-02. اطلع عليه بتاريخ 2021-06-02.
2. 1 2  "ذياب شاهين". دار النخبة. 12 أكتوبر 2020. مؤرشف من الأصل في 2021-03-02. اطلع عليه بتاريخ 2021-06-02.
3. ↑  "مصر - اخر اخبار اليوم : صدور "مخطوطات رقمية" للعراقي ذياب شاهين". لومازوما. 2021-01. مؤرشف من الأصل في 2 يونيو 2021. اطلع عليه بتاريخ 2021-06-02. {{استشهاد ويب}}: تحقق من التاريخ في: |تاريخ= (مساعدة)
4. ↑  "رواية الشيذمان للكاتب والناقد العراقي ذياب شاهين". وكالة نخيل. مؤرشف من الأصل في 2021-06-02. اطلع عليه بتاريخ 2021-06-02.